# Horst Aloysius Massing

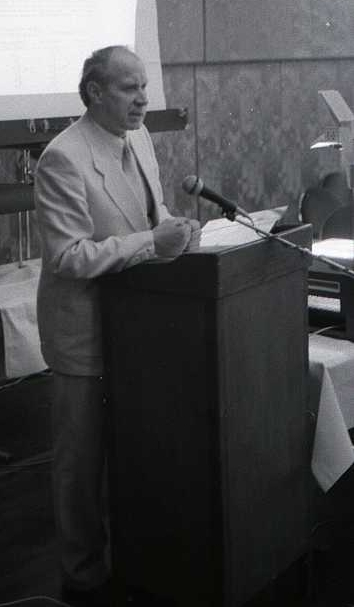
Horst Aloysius Massing während eines Vortrags

Horst Aloysius Massing (oft auch Horst A. Massing und Horst Massing; * 25. Oktober 1930 in Ibbenbüren; † 23. Juni 2011 ebenda) war ein deutscher Arzt, Fachjournalist und Kommunalpolitiker (CDU).

## Leben

### Jugend und Ausbildung
Horst Aloysius Massing wurde als Sohn des Heilpraktikers Anton Massing an der Umfluth in Ibbenbüren geboren, wuchs später aber auf dem Hof Barlag auf. In der Nachkriegszeit arbeitete er zunächst als Fuhrmann, studierte dann jedoch an der Universität Graz und der Westfälischen Wilhelms-Universität Münster Medizin. Seit 1954 war er Mitglied des Katholischen Studentenvereins Markomannia Münster im KV. Im Jahr 1957 wurde er mit der Dissertationsschrift Untersuchungen über die Geschwindigkeitsleistung des Kraftfahrers unter Alkoholeinfluß an der Medizinischen Fakultät der Universität Münster zum Dr. med. promoviert.

### Wirken als Hausarzt und überregionale Aktivitäten
Nach seiner Kliniktätigkeit ließ sich Horst A. Massing 1964 im Elternhaus an der Umfluth als Facharzt für Allgemeinmedizin nieder. Daneben wirkte er als ärztlicher Fachlehrer für Arzthelferinnen am Berufskolleg und engagierte sich schon früh in ärztlichen Standesvertretungen auf Landes- und Bundesebene. Massing war langjähriger Vorsitzender des Ärztevereins Tecklenburger Land und im Berufsverband der Allgemeinärzte Deutschlands (Hausärzteverband e. V., BDA) sowohl im Bundesverband als auch im Landesverband Westfalen-Lippe aktiv. Für die Ärztekammer Westfalen-Lippe war er noch im Jahr 2010 Delegierter beim Deutschen Ärztetag. 2007 fiel ihm beim 110. Deutschen Ärztetag als ältester Abgeordneter traditionell die Aufgabe zu, die neu gewählten Vorstandsmitglieder auf „eine getreue Amtsführung zum Wohle der deutschen Ärzteschaft“ zu verpflichten.
Massing schrieb nicht nur für medizinische Fachzeitschriften wie Medical Tribune, sondern war auch langjähriger Chefredakteur und Leitartikler des BDA-Verbandsorgans Der praktische Arzt (später umbenannt in Der Hausarzt). Außerdem war er Initiator und bis zu seinem Tode Chefredakteur des Landesblatts Der Hausarzt in Westfalen. Als Kürzel oder Pseudonyme verwendete er dabei häufig H.A.M. und Till. Massings scharfe Analysen gesundheits- und standespolitischer Fragestellungen und sein Humor waren bei der Leserschaft sehr geschätzt.
Innerhalb der Ärzteschaft bundesweit bekannt machten ihn außerdem die allgemein als „Massing-Seminare“ bezeichneten Motivationsseminare zur richtigen und vollständigen Abrechnung der hausärztlichen Leistungen. Er war streitbarer Kommentator des so genannten „Einheitlichen Bewertungsmaßstabes (EBM)“ mit seinen vielen bürokratischen Facetten, die er in seinen Seminaren gern auch in Reimform seinen Kollegen nahebrachte. Der „Übervater der Gebührenordnungen“ war nicht zuletzt auch in dieser Funktion ein gefragter Redner bei Mediziner-Kongressen.

### Engagement beim DRK und in der Kommunalpolitik
Eng verwoben mit seiner hausärztlichen Tätigkeit war sein Einsatz für das Deutsche Rote Kreuz (DRK) im Tecklenburger Land. Von 1974 bis Ende 2010 war er Vorsitzender des DRK-Ortsvereins Ibbenbüren. Zu den zahlreichen Projekten, die in dieser langen Amtszeit umgesetzt wurden, gehört auch der Neubau des Rotkreuzhauses an der Groner Allee in Ibbenbüren. Ein besonderes Anliegen war ihm stets der Blutspendedienst. Innerhalb des DRK-Kreisverbands Tecklenburger Land lag Massing besonders die Förderung sprachgestörter und körperbehinderter Kinder am Herzen – die Eröffnung des DRK-Kindergartens „Mobilé“ in Ostenwalde geht maßgeblich auf sein Engagement zurück.

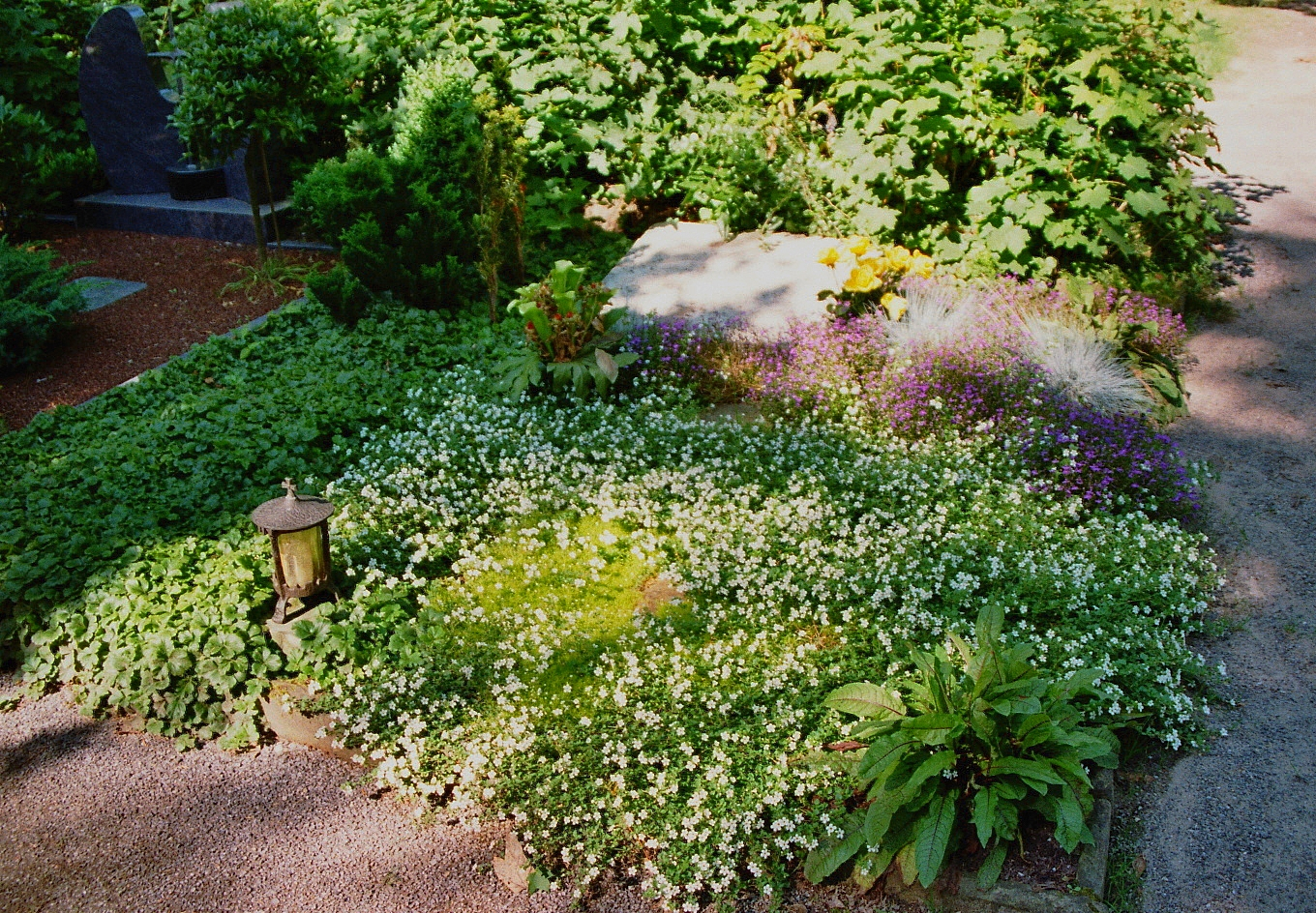
Familiengrab Massing auf dem Zentralfriedhof Ibbenbüren

Daneben engagierte er sich in der Kommunalpolitik und von 1969 bis 1984 für die CDU dem Rat der Stadt Ibbenbüren an. Dass in den 1970er Jahren der Aasee angelegt wurde, ist wesentlich auch seinem Einsatz zu verdanken: Massing, dessen Elternhaus und Praxis an der Umfluth nahe am vorgesehenen Gewässergelände lag, bereitete den Boden für erfolgreiche Verhandlungen zwischen Stadt und Grundeigentümern. Zudem gilt er als geistiger Vater der Ibbenbürener „Südtangente“ (Weberstraße) und stritt für die Erhaltung alter Bausubstanz in Ibbenbüren.
Der Hobby-Landwirt besaß einen Hof in Bockraden und war leidenschaftlicher Anhänger des FC Schalke 04.
Dr. med. Horst Aloysius Massing starb plötzlich und unerwartet im Alter von 80 Jahren am 23. Juni 2011 in seiner Heimatstadt. Seine letzte Ruhe fand er im Familiengrab auf dem Zentralfriedhof Ibbenbüren.

## Ehrungen
Horst Aloysius Massings breites gesellschaftliches Engagement ist mehrfach gewürdigt worden. So zeichnete ihn die DJK Arminia Ibbenbüren in Anerkennung seiner Verdienste um seine Heimatstadt 1982 mit dem Kohleorden aus. 2004 verlieh ihm der Bundespräsident das Bundesverdienstkreuz am Bande. Während der Verleihungszeremonie mit Landrat Thomas Kubendorff überreichte ihm Bürgermeister Otto Lohmann zudem die Ehrenmedaille der Stadt Ibbenbüren. Der Ärzteverein Tecklenburger Land ernannte ihn zum Ehrenvorsitzenden. Auch das DRK ehrte ihn mehrfach, so etwa 2009 mit der Ehrenmedaille für 35 Jahre ehrenamtliche Tätigkeit.